# São Raimundo EC (PA)
Az São Raimundo Esporte Clube, röviden São Raimundo (PA), Pará állam 1944. január 9-én létrehozott labdarúgócsapata. Székhelye a brazíliai Santarém városában található. A Paraense állami bajnokság tagja.